# عدنان الحكيم

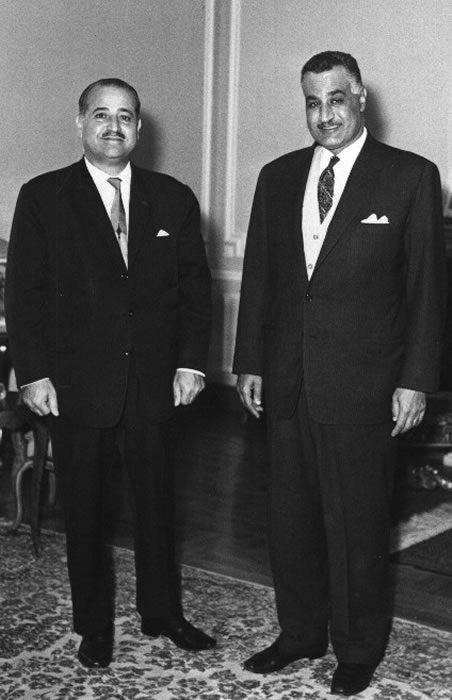
عدنان الحكيم بجانب الرئيس المصري جمال عبدالناصر

عدنان الحكيم (توفي بتاريخ 26 مايو 1990)، سياسي لبناني عاش فترة رئيساً لحزب النجادة أعوام 1956 و 1960 و 1968م.

## وصلات خارجية
- Najjadeh Party Official Website
- Adnan Hakim Photogallery نسخة محفوظة 12 نوفمبر 2008 على موقع واي باك مشين.
- Najjadeh party history